# 南海學園

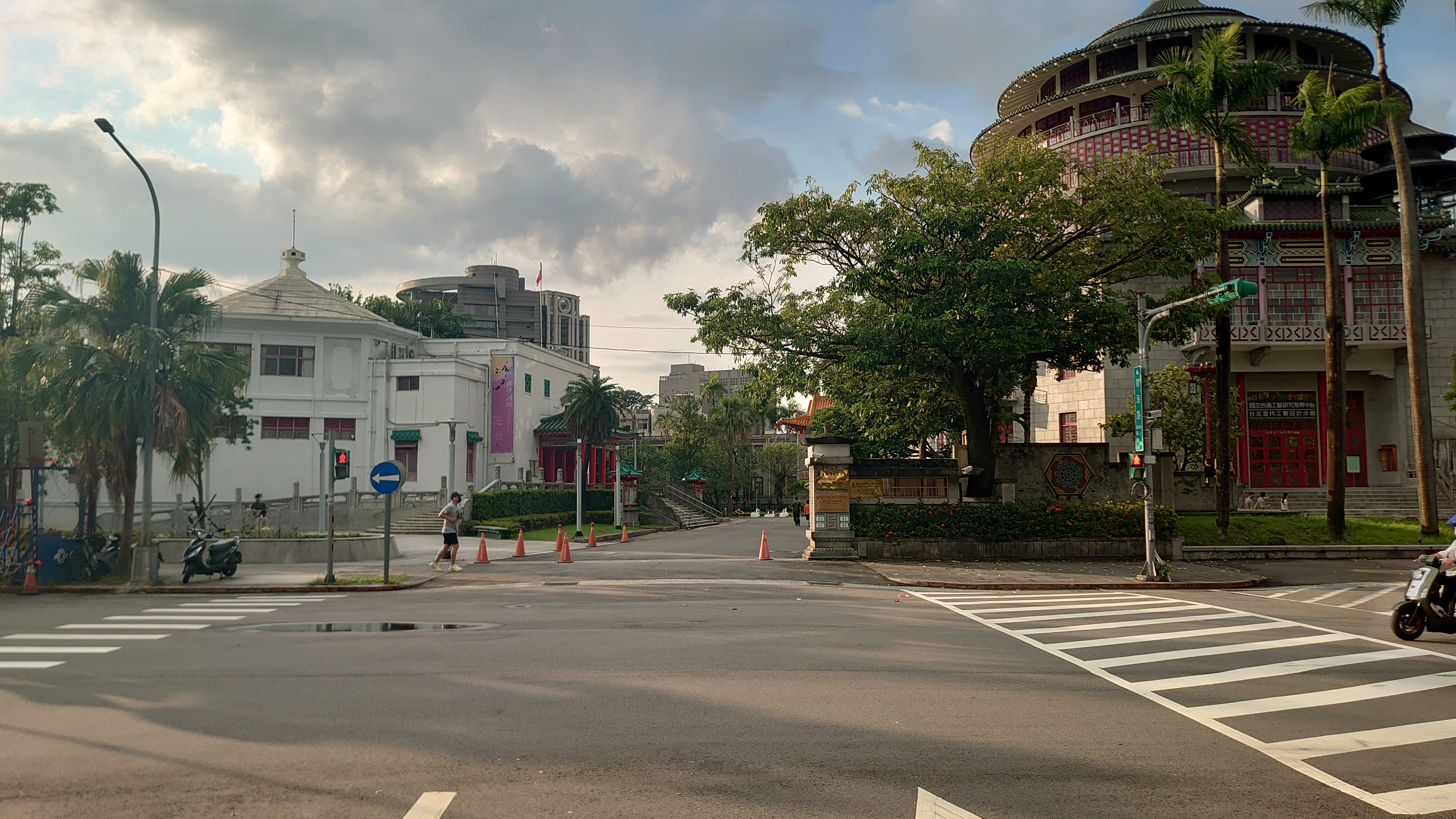
南海學園入口

南海學園位於台灣台北市中正區南海路，為中華民國政府遷台後首批興建的公共建築群，園區內匯集了許多文教設施。於1950年代，中華民國總統蔣中正有感台北市區之文教設施空虛，為推動民生主義之文化建設，遂指示教育部部長張其昀於台北植物園部分土地設立南海學園，新建圖書館、藝術館、科學館、博物館、廣播電台等設施。

## 介紹
南海學園所在地為台北市發展較早的地區，其所在基地原為台北植物園前身「台北苗圃」之一部分，日治時期此處設有商品陳列館、建功神社等建築。張其昀在1954年上任教育部長，在蔣中正的指示下，其任內著手規畫了南海學園，陸續在園內設立了中央圖書館（1955年完工）、國立臺灣科學館（1959年完工）、國立歷史博物館（1964年完工）等設施。此後，園區在1950至1960年代逐年擴張，國立臺灣科學教育館、國立臺灣藝術教育館、國立教育資料館、國立音樂研究所次第設立於此，始見規模，成為一處學術機構與政府機關林立的人文特區。
南海學園作為國家級的文化教育教築群，其風格均為「中國古殿式樣建築」，例如中國宮殿式的歷史博物館、教育資料館，仿北京天壇之科學教育館等，其亦為在台灣由官方有意識地興建中國古典式樣建築之開端。南海學園中各館舍具有強烈的中國建築特色，亦表現了戰後初期空間的意識型態。
中國古典語彙豐富的南海學園，還是與光點電影院、紅樓劇場、中山堂等獲選並列為台北市最有氣質的十大藝文場所之一。這些設施的用途歷經轉變，現為國立臺灣藝術教育館、南海書院、南海劇場、國立臺灣工藝研究發展中心臺北分館、國立教育廣播電台、國立歷史博物館，其建築發展至今成為台北市人文資產密度高且集中的一個區域。

## 園內主要設施

### 國立臺灣藝術教育館

#### 南海書院（國立中央圖書館舊址）
臺灣藝術教育館的原址為日治時期興建之建功神社，後由利群建築師事務所的陳濯、李寶鐸設計改建為中國北方宮殿樣式建築，1955年完工，為南海學園最早完工之建築。國立中央圖書館由蔣復璁把原來在臺中縣霧峰鄉的國立中央博物圖書院館聯合管理處中圖組遷至此處復館。中央圖書館於1986年遷出至新館，建築在之後移交國立教育資料館，於後改由國立臺灣藝術教育館使用，作為南海書院，定期舉辦藝文表演及展覽。
- 書院第一、第二展覽室
- 書院全景
- 展覽室圓頂（原建功神社拜殿圓頂），中央處繪有青天白日徽記

#### 南海劇場
此建築係於1956年，由教育部聘請中華藝術總團總團長何志浩主持，由石城建築師事務所姚文英設計，為兩層樓之鋼筋混凝土建築物，中央為六角形的挑高演藝廳，其於1956年8月15日開工，1957年3月24日竣工，同月29日開館啟用，定名為「國立臺灣藝術館」，1984年奉教育部函示更名為「國立臺灣藝術教育館」，在2006年被列為臺北市歷史建築。
- 南海劇場入口
- 南海劇場(原國立臺灣藝術館)

### 國立臺灣工藝研究發展中心臺北當代工藝設計分館（國立臺灣科學館舊址）
國立臺灣科學館最初於1956年設立於板橋公園，待南海學園的館舍在1959年完工後才遷至此處。此建築由盧毓駿設計建造，建築造型仿北京天壇祈年殿。科學館主要為培養國民科學教育而設，長舉辦科學展覽、演講、電影放映等活動。國立臺灣科學館在1962年更名為「國立臺灣科學教育館」，後因原館空間不敷使用，於2004年遷至位於台北市士林區的新館。
南海學園中的科學館建築於2006年6月26日公告為直轄市定古蹟，於2008年由國立臺灣工藝研究發展中心接管，於2015年作為「臺北當代工藝設計分館」，展示及舉辦與文創、工藝、設計相關之活動。
- 臺北當代工藝設計分館（原國立臺灣科學教育館）
- 臺灣工藝研究發展中心之建築

### 國立歷史博物館
教育部長在1955年指示設館，並在1956年正式開館，定名為「國立歷史文物美術館」，館舍沿用日治時期1916年興建的商品陳列館，為一木造日式兩層樓建築，具有歇山頂和唐破風之屋頂樣式。商品陳列館在二戰後作為與郵政電信宿舍，之後改建為國立歷史博物館，1957年更名為「國立歷史博物館」，並在1961年逐步更換原有木構造，在1962年進一步改建為中國宮廷式建築，此建築由永利建築師事務所沈學優、任偉恩、張亦煌負責設計，而後於1970年擴建為六層樓之建築。
- 國立歷史博物館全景
- 國立歷史博物館大門
- 國立歷史博物館背面及植物園荷花池

### 國立教育廣播電臺
國立教育廣播電台最初於1960年3月開播，電台位於國立臺灣科學館內，但同年因颱風導致部分機房傾倒，故在南海學園內另地新建電台建築。現今國立教育廣播電台台北總台的建物係在1963年完工啟用，其經費部分來自美援教育計畫經費，建築為具有綠屋瓦的四層樓建築，於2009年被列為臺北市歷史建築。
- 國立教育廣播電臺臺北總臺

#### 獻堂館
獻堂館在1950年代建成，為兩層樓的四合院式建築，建築風格為中國宮殿形式，具有紅柱綠瓦，於2007年被列為臺北市歷史建築。獻堂館係以林獻堂為名，其由林家建祠獻予政府。起初由臺灣省國語推行委員會使用，1957年改由國立音樂研究所在此，1960年音研所裁撤後產權由國立教育廣播電台接收，但同年中華民國孔孟學會成立後就撥供學會無償使用，至2016年底孔孟學會才遷出，交還教育廣播電台使用。
- 獻堂館
- 獻堂館入口玄關

## 大南海文化園區計畫
國立歷史博物館自2015年曾提出「大南海文化園區計畫」，計畫串聯南海學園周邊的台北植物園、欽差行台、台灣銀行舊宿舍等設施，及整合大南海文化園區內由眾多機關管理使用館舍，朝向首都文化園區的方向發展，並強化史博館的展示、教育、典藏及研究等功能。此計畫於2016年併入「首都核心區博物館計畫」。

## 周遭設施

### 教育機構
- 臺北市立建國高級中學（紅樓，市定古蹟）
- 臺北市立國語實驗國民小學
- 臺北市立南海實驗幼兒園

### 政府機關
- 中華民國農業部
- 農業部林業試驗所
- 農業部漁業署（台北和平大樓）
- 農業部動植物防疫檢疫署（台北和平大樓）
- 農業部林業及自然保育署航測及遙測分署（台北和平大樓）
- 國家教育研究院教育資源及出版中心分部（歷史建築，南海書院）

### 園區周遭展示館
- 台北植物園
  - 欽差行臺（市定古蹟）
  - 台北植物園腊葉館（市定古蹟）
  - 南門町三二三（原林業試驗所員工宿舍修復）
- 228國家紀念館（市定古蹟）
- 郵政博物館
- 林業陳列館
- 農業部林業試驗所紙張樣品陳列室
- 楊英風美術館
- 牯嶺街小劇場（歷史建築）
- 南海藝廊（原國立臺北教育大學校長宿舍）

### 文化資產

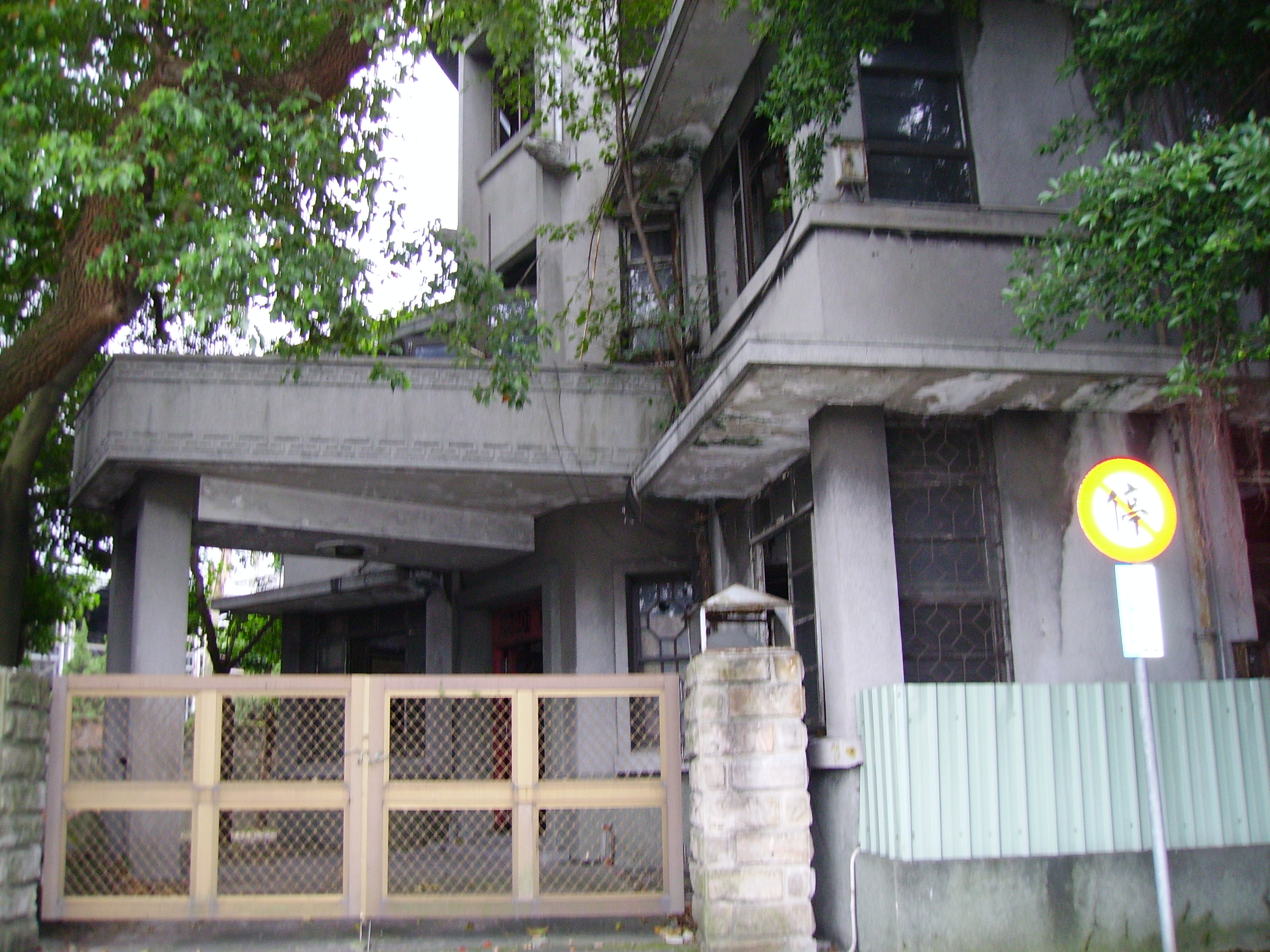
學園周邊的人文景觀之一：大同之家

- 嚴家淦先生故居（國定古蹟）
- 自由之家（國定古蹟）
- 大同之家（國定古蹟）

### 其他
- 台灣血液基金會
- 臺北市基督教徒聚會所

## 外部連結
- 國立歷史博物館 （页面存档备份，存于）
- 國立台灣藝術教育館 （页面存档备份，存于）
- 台北植物園(Taipei  botanical garden)（页面存档备份，存于）